# Ray Luzier
Lee Raymond "Ray" Luzier (West Newton, Pensilvânia, 14 de junho de 1970) é um baterista norte-americano mais conhecido por seu trabalho com o Army of Anyone. Atualmente é o baterista da banda de nu metal Korn, sendo nomeado membro permanente da banda em abril de 2009.

## Vida e carreira
Ray Luzier foi criado em West Newton,Pensilvânia, uma pequena cidade a uma hora fora de Pittsburgh, em uma fazenda de 188 acres. Ele começou a tocar aos cinco anos de idade e, apesar de basicamente autodidata, participou de bandas de jazz, concertos e marchas do ensino médio. Depois de se formar em 1988, Luzier mudou-se para Hollywood, Califórnia, para estudar no instituto de músicos. ele se formou em 1989 com um diploma do instituto de tecnologia de Percussão do MI. Mais tarde, Luzier voltou  como instrutor do  musicians Institute (1992-2001), onde ministrou aulas de bateria ao estilo rock e deu aulas particulares.
Luzier é conhecido por seu trabalho com David Lee Roth, para quem ele tocou bateria de 1997 a 2005. Luzier também tocou com The Hideous Sun Demons, um trio de rock|fusão progressivo  formado com os membros da banda DLR Toshi Hiketa(guitarra) e James LoMenzo(baixo). Luzier se tornou o baterista do Steel Panther logo depois que a banda se formou em 1997. Ele permaneceu no Steel Panther por seis anos até ser dispensado pela banda quando Luzier se recusou a parar turnê com David Lee Roth. em 2004, Luzier lançou um DVD instrucional. possui uma ampla variedade de lições, incluindo técnica de contrabaixo, preenchimento de bateria, exercício de movimentos e aquecimento. foi lançado pela HAl Leonard Publishing
Em janeiro 2006 , Luzier apareceu no NAMN em Anaheim, Califórnia com Billy Sheeran e Toshi Hiketa. Robert Deleon e Dean Deleon do Stone Temple Pilots apareceram no mesmo local da NAMN como parte de uma banda improvisada formada por Steve Ferrone. Depois de  assistir á performance de Luzier, os irmãos Deleo convidaram luzier para se juntar ao Army Of Anyone, a abanda que eles estavam montando com o vocalista Richard Patrick, da banda Filter.
Em 2007 , após a saída do baterista original David silveria em 2006, Korn contratou muitos bateristas em turnê, incluindo Joey Jordison saiu devido á preparação para gravação do novo álbum do Slipknot, All Hope is Gone.Consequentemente, Korn estava procurando um novo baterista; e Luzier teria voado para Seattle para fazer uma audição para Korn Com James ''Munky'' Shaffer e Reginald fieldy Arvizu]]. Quando lhe disseram para aprender apenas 30. após uma audição incrível, Luzier foi imediatamente convidado a se juntar ao Korn.

## Discografia

### Korn
- Neidermeyer's Mind (1993)
- Korn (1994)
- Life Is Peachy (1996)
- Follow the Leader (1998)
- Issues (1999)
- Untouchables (2002)
- Take a Look in the Mirror (2003)
- Greatest Hits Volume 1 (2004)
- Live And Rare (2006, contribuição parcial)
- The Paradigm Shift (2013)
- The Serenity Of Suffering (2016)
- The Nothing (2019)